# カーギル
カーギル（英語: Cargill, Incorporated）は、アメリカ合衆国ミネソタ州ミネアポリス市近傍のミネトンカに本社を置く穀物メジャーの一つである。穀物のみならず精肉・製塩など食品全般及び金融商品や工業品に営業範囲を広げている。

## 概要
株式の全部をカーギル家とマクミラン家の関係者が所有する同族企業で、非上場企業として世界最大の売上高である。秘密主義で、情報の公開を義務付けられる公開会社としていない。20世紀に資産が6000倍に成長した。
ミネアポリスにある本社は古風で古城のような外観の建物で、「シャトー」と俗称される。内部は一大情報センターであり、全世界の穀物の生産と消費の情報を基に経営戦略が練られている。アメリカの中西部、穀倉地帯からメキシコ湾、五大湖、大西洋西岸にかけて穀物エレベーターを駅ごとに所有しており、このシステムを背景に仕入れ価格を支配し、駅まで作物を運搬できない小規模農家を疎外してきた。

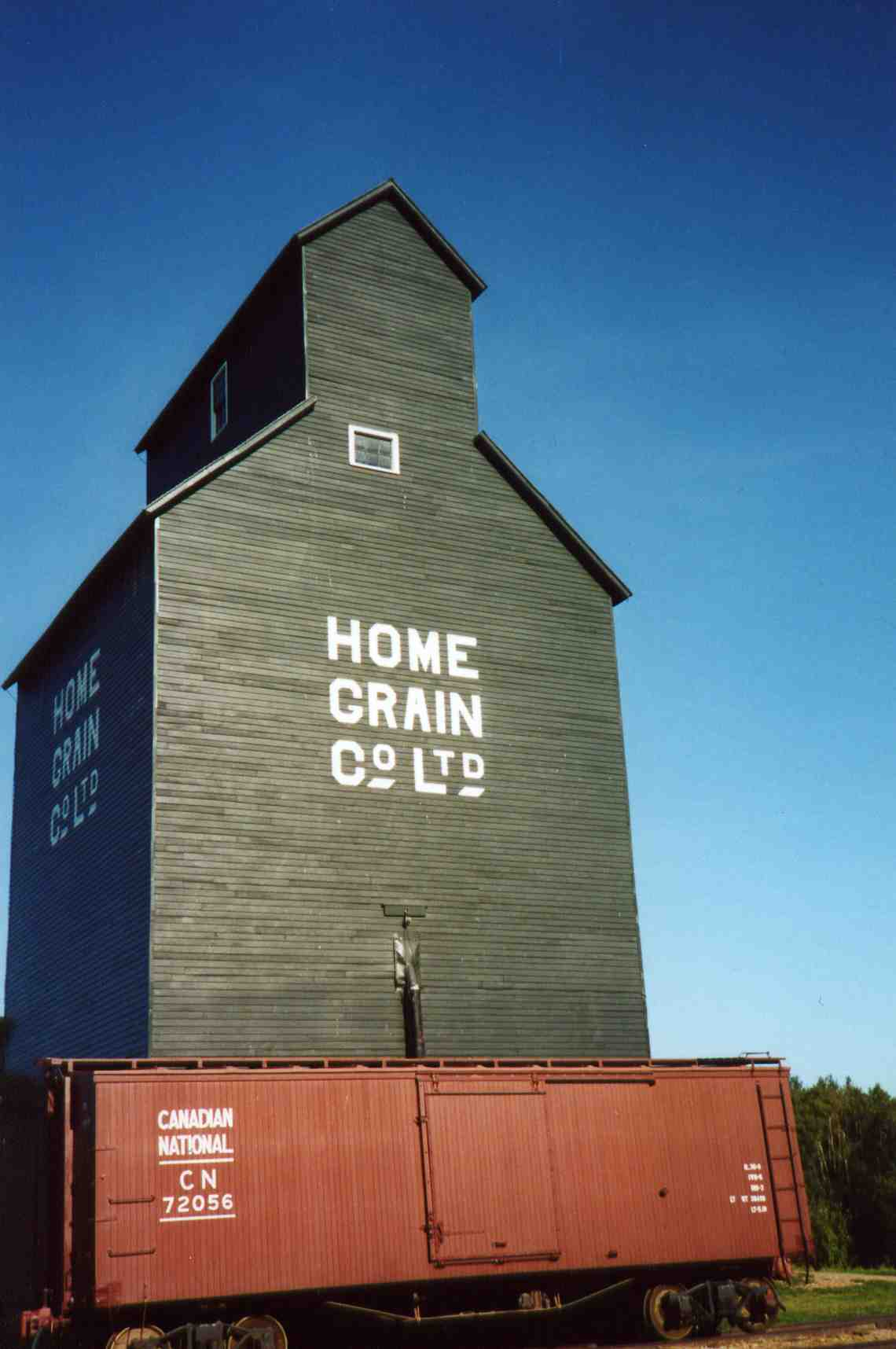
カナダ、アルバータ州の穀物エレベーター

穀物メジャーは国際貿易取引を行うビジネスの性格上、石油メジャーと同様に政治と密接な関係を持つ場合がある。近年は水産養殖業に注力し、タイやベトナムなど東南アジアに研究開発拠点を設けたり、飼料メーカーを買収するなど動きを積極化している。日本では1956年にトレーダックス株式会社として設立され、2007年に日本の中堅商社であった東食を買収して改組した「カーギルジャパン」を子会社に持つ。

## 歴史
- 1865年 - 創業者のウィリアム・ウォレス・カーギル（英語版）がアイオワ州で小さな穀物商を営み始め、次々と穀物倉庫を所有して規模を拡大する。
- 1906年 - ミネソタ州に進出する。
- 1909年 - カーギルの娘婿のジョン・H・マクミラン（英語版）が社長に就任する。後にカーギル社の株式は、カーギル家 (85%) とマクミラン家 (15%) で持ち合う。
- 1922年 - ニューヨーク州へ販路を拡大する。
- 1970年代 - コンチネンタル・グレイン（英語版）、ブンゲ（英語版）、 ルイ・ドレフェス（英語版）、アンドレ・ガーナック、とともに五大穀物メジャーが形成され、事実上世界の穀物取引を支配下においた。
- 1990年代 - 穀物メジャーの再編が進み、1999年にコンチネンタル・グレインがカーギルに買収され、最終的にカーギルとアーチャー・ダニエルズ・ミッドランドの2社となる
- 1997年 - 会社更生法を申請した東食を傘下に収める。
- 2000年の調べでは、従業員数48,000人、売り上げ476億ドル。世界第2位のADM社を2倍以上も上回る売り上げと従業員数である。
- 2009年度（2009年5月期）の売上高は1,166億ドル、純利益は33.3億ドル[2]で、従業員は世界67か国の1,100拠点に138,000人を有する[3]。

## 主要株主
カーギルは1865年の創業以来、一貫して非公開企業で、大部分は創業家が所有する。現在、創業者ウィリアム・カーギルの子孫ら100人余りが株式全体の90%を保有し、17人の取締役会に一族から6人が選出されている。残る10%は経営陣と従業員持株会が所有し、同家との合意により同社は年間純利益の最大80%を再投資に当て、残る利益を配当金として支払っている。